# Hebraisk Wikipedia
Hebraisk Wikipedia (hebraisk: ויקיפדיה העברית, tr. Wikipedya: ha-entsiklopedya ha-ḥofshit ; dansk: den hebraisksprogede Wikipedia) er den hebraisksprogede  version af det verdensomspændende encyklopædi-projekt Wikipedia. Hebraisk Wikipedia blev lanceret 11. maj 2001.
Pr. lørdag den 29. marts 2025 har den hebraisksprogede Wikipedia 372.526 artikler, 2.957 aktive bidragydere og 31 administratorer.